# Kambodža
Kraljevina Kambodža je država u jugoistočnoj Aziji. Na jugozapadu izlazi na Tajlandski zaljev, dio Južnog kineskog mora i Tihog oceana. Graniči na zapadu i sjeveru s Tajlandom, na sjeveru s Laosom te na istoku i jugu s Vijetnamom. Zastava Kambodže je jedina zastava na svijetu na kojoj se nalazi građevina (Angkor Wat).

## Povijest
Od 9. do 15. stoljeća na prostoru Kambodže postojalo je Kmersko Carstvo čije je središte uglavnom bio grad Angkor. Glavni hram Carstva Angkor Wat danas je simbol Kambodže i njena najveća turistička atrakcija.
Tijekom 70-ih i 80-ih godina Kambodža je bila poprište građanskog rata mnogobrojnih desnih i lijevih frakcija, među kojima su najpoznatiji bili komunistički Crveni kmeri pod čijom je vlašću (1975. – 1979.) u masovnim pogubljenjima i zbog gladi i bolesti umrlo oko 1,5 mil. ljudi. Politička stabilnost uspostavljena je početkom 90-ih godina i od tada je Kambodža ustavna monarhija.

## Zemljopis
Reljef Kambodže uglavnom je nizinski. Planine se nalaze na jugozapadu (Kardamoni, najviši vrh 1.771) te na krajnjem sjeveru i istoku. Zemljom protječe rijeka Mekong, a na zapadu se nalazi najveće kambodžansko jezero Tonle Sap čija se površina u kišnom razdoblju višestruko povećava i koje je središte uzgoja riže i ribarstva.

## Stanovništvo
Kambodža je etnički prilično homogena – većina stanovnika su Kmeri i govore kmerskim jezikom.

## Religija
Dominatna religija je teravadski budizam.

## Gospodarstvo
Glavne gospodarske aktivnosti su poljoprivreda, turizam te proizvodnja odjeće i obuće. Kambodža je u dvadesetogodišnjem građanskom ratu izgubila velik dio infrastrukture, a stanovništvo je, osobito ruralno, vrlo slabo obrazovano što usporava gospodarski razvoj. BDP je u 2003. godine bio 1.900 USD po glavi stanovnika (izraženo u PPP-u). Kambodža je jedina država na svijetu u kojoj nema nezaposlenosti.

## Vanjske poveznice
Sestrinski projekti
|  | Zajednički poslužitelj ima stranicu o temi Kambodža    |
|  | Zajednički poslužitelj ima još gradiva o temi Kambodža |
|  | Wječnik ima rječničku natuknicu Kambodža               |